# Friedrich Jarchow
Friedrich Jarchow (* 3. Juni 1926 in Bochum; † 22. Oktober 2011) war ein deutscher Maschinenbauingenieur. Er war Professor am Lehrstuhl für Maschinenelemente, Getriebe und Kraftfahrzeuge (LMGK) an der Ruhr-Universität Bochum (RUB).

## Leben
In seiner Geburtsstadt Bochum besuchte Friedrich Jarchow die Schule bis zum Abitur im Jahre 1946. Sein Studium im Fachbereich Allgemeiner Maschinenbau absolvierte er von 1947 bis 1952 an der damaligen Technischen Hochschule Braunschweig. Während seines Studiums wurde er im Wintersemester 1949/50 Mitglied der Braunschweiger Burschenschaft Alemannia. Nach seinem Studium arbeitete er von 1952 bis 1960 an der Technischen Hochschule München als wissenschaftlicher Assistent am Lehrstuhl für Allgemeine Gestaltungslehre und Maschinenelemente. Er promovierte 1960 bei Gustav Niemann über Schneckengetriebe. Im selben Jahr begann seine Industrie-Karriere bei der Rheinstahl Hüttenwerke AG in Mülheim an der Ruhr, wo er von 1960 bis 1963 alle Konstruktionsabteilungen der Werke leitete – ab 1963 als Oberingenieur. 1964 erhielt er Prokura, und 1967 wurde er Direktor.
Im Jahre 1970 wurde Jarchow als ordentlicher Professor an die Ruhr-Universität Bochum berufen. Von 1974 bis 1975 war er Dekan der Fakultät für Maschinenbau und von 1976 bis 1978 Vorsitzender des Fakultätentages für Maschinenbau. Nach seiner Emeritierung übernahm sein Schüler Wolfgang Predki die Leitung des Lehrstuhls für Maschinenelemente, Getriebe und Kraftfahrzeuge (LMGK), an dem Jarchow bis zuletzt tätig war. Die Schwerpunkte seiner Forschungsarbeiten auf dem Gebiet der Antriebstechnik waren unter anderem:
- leistungsverzweigende Zahnradgetriebe
- stufenlos wirkende Kraftfahrzeug-Lastschaltgetriebe
- Schneckengetriebe: Tragfähigkeit, Wirkungsgrad und Selbsthemmung

Die Ergebnisse seiner Arbeiten hat Friedrich Jarchow in über 80 Veröffentlichungen an die Fachwelt weitergegeben. Außerdem hat er mehr als 60 Doktorarbeiten betreut. Seine Schüler sind heute in vielen bedeutenden Unternehmen der Antriebstechnik sowie als Professoren an Universitäten und Fachhochschulen tätig. Ab 1964 war er in der Fachgesellschaft „Entwicklung Konstruktion Vertrieb“ des Vereins Deutscher Ingenieure (VDI) aktiv.

## Auszeichnungen
- 1987: VDI-Ehrenzeichen[3]
- 1992: Bundesverdienstkreuz am Bande für herausragende Leistungen in Forschung, Lehre und Technologietransfer
- 2009: VDI-Ehrenmitgliedschaft[2][3]